# 「ニッポン一億総活躍プラン」フォローアップ会合
「ニッポン一億総活躍プラン」フォローアップ会合（ニッポンいちおくそうかつやくプランフォローアップかいごう）は、日本の第3次安倍第2次改造内閣で内閣に設置された会合である。

## 概要
2017年（平成29年）5月に一億総活躍国民会議の検討事項を引き継ぐため「「ニッポン一億総活躍プラン」フォローアップ会合の開催について」（平成29年5月1日内閣総理大臣決裁）により設置。「ニッポン一億総活躍プラン」で決定したロードマップの進捗状況の調査及び施策の見直しの検討を行うこととされた（上の平成29年5月1日内閣総理大臣決裁により「一億総活躍国民会議の開催について」（平成27年10月21日内閣総理大臣決裁）は廃止された）。
初会合は2017年5月17日に行われた。
菅義偉内閣でもフォローアップ会合は引き継がれ、国務大臣（一億総活躍担当）が議長代理を務めていた。第2次岸田内閣の発足に伴い廃止された。

## 構成
- 議長
  - 内閣総理大臣：菅義偉
- 議長代理
  - 一億総活躍担当大臣、まち・ひと・しごと創生担当大臣：坂本哲志
- 構成員
  - 副総理、財務大臣：麻生太郎
  - 内閣官房長官：加藤勝信
  - 経済再生担当大臣、全世代型社会保障改革担当大臣、内閣府特命担当大臣（経済財政政策）：西村康稔
  - 復興大臣、福島原発事故再生総括担当大臣：平沢勝栄
  - 総務大臣：武田良太
  - 文部科学大臣、教育再生担当大臣：萩生田光一
  - 厚生労働大臣、働き方改革担当大臣：田村憲久
  - 農林水産大臣：野上浩太郎
  - 経済産業大臣：梶山弘志
  - 国土交通大臣：石井啓一

## 開催状況
- 2017年5月17日 第1回
- 2018年5月30日 第2回
- 2019年5月30日 第3回
- 2021年1月29日 第4回